# Medalha "Pela Coragem" (Rússia)
A Medalha "Pela Coragem" (em russo: Медаль «За отвагу»; romaniz.: Medal' «Za otvagu») é uma condecoração estatal da Federação Russa, originalmente estabelecida pela URSS. É concedida por coragem e bravura demonstradas em combate, no cumprimento de missões especiais voltadas à segurança do Estado e na defesa dos direitos constitucionais dos cidadãos, em situações que envolvam risco de vida. Foi instituída pelo Decreto do Presidium do Soviete Supremo da URSS em 17 de outubro de 1938. O estatuto da época determinava: "A Medalha 'Pela Coragem' é instituída para premiar a coragem pessoal e a bravura demonstradas na defesa da Pátria Socialista e no cumprimento do dever militar. A medalha era concedida a militares do Exército Vermelho, da Marinha, das tropas de fronteira e internas, bem como a outros cidadãos da URSS". Era a mais alta medalha do sistema de condecorações da União Soviética.

## História
A Medalha "Pela Coragem" foi instituída pelo Decreto do Presidium do Soviete Supremo da URSS em 17 de outubro de 1938. O estatuto estabelecia que ela se destinava a premiar a coragem pessoal e a bravura demonstradas na defesa da Pátria Socialista e no cumprimento do dever militar. Era concedida a militares do Exército Vermelho, da Marinha, das tropas de fronteira e internas, bem como a outros cidadãos da URSS. Era a mais alta medalha do sistema de condecorações soviético. O primeiro decreto de concessão, datado de 19 de outubro de 1938, premiou 62 militares, e o primeiro decreto nominal, em 22 de outubro, agraciou os soldados de fronteira N. E. Gulyaev e B. F. Grigoriev por deterem um grupo de sabotadores no lago Khasan. Em 25 de outubro, outros 1.326 foram condecorados por bravura na defesa daquela região. Antes da Segunda Guerra Mundial, cerca de 26 mil militares já haviam sido premiados.
Durante a Grande Guerra Patriótica (1941–1945), ocorreram mais de 4 milhões de concessões da medalha. Ela era amplamente respeitada entre os combatentes, pois só era entregue por atos de bravura individual em combate, o que a distinguia de outras condecorações frequentemente dadas por participação. Embora a maioria dos agraciados fossem soldados e sargentos, também era concedida a oficiais, principalmente de baixa patente. Alguns soldados receberam quatro, cinco ou até seis vezes a medalha, como Semion Gretsov. Foi instituída ao mesmo tempo que a Medalha "Por Mérito de Bataha", voltada a ações eficazes e arriscadas no campo de batalha. As regras de uso, cores da barreta e disposição no uniforme foram oficializadas por decreto de 19 de junho de 1943. Soldados das unidades penais, mesmo sem patente ou honrarias enquanto cumpriam pena, podiam ser condecorados pela coragem, e na maioria dos casos recebiam a Medalha "Pela Coragem". Ao todo, cerca de 4,6 milhões de pessoas foram condecoradas com essa medalha.                      
Por meio do Decreto do Presidium do Soviete Supremo da Federação Russa de 2 de março de 1992, nº 2424-1, foi permitido, temporariamente e até a aprovação de uma nova lei sobre as condecorações estatais da Federação Russa, utilizar para premiações, em casos de distinções apropriadas, a medalha "Pela Coragem" existente na União Soviética. O decreto determinava que a descrição da medalha fosse ajustada à simbologia estatal da Federação Russa, motivo pelo qual a inscrição "URSS" («СССР»; SSSR), que ficava abaixo do tanque no anverso, foi removida.
Em 2 de março de 1994, por meio do Decreto Presidencial nº 442, a Medalha "Pela Coragem" foi oficialmente instituída no sistema de condecorações estatais da Federação Russa. Ela manteve o visual da versão soviética (com as modificações feitas em 1992), mas teve seu diâmetro reduzido para 34 mm e passou a ser confeccionada em liga de cobre-níquel. O principal critério para a premiação continuou sendo a "coragem e bravura pessoais".
Pelo Decreto Presidencial nº 554, de 1 de junho de 1995, determinou-se que a medalha voltasse a ser fabricada em prata, como era feito antes de 1994.
Posteriormente, o regulamento da medalha passou a prever a possibilidade de condecoração póstuma, e também foi criada uma versão miniatura da medalha para uso cotidiano.

## Breve descrição das mudanças
Durante sua existência na URSS e na Federação Russa, a medalha teve seu visual modificado diversas vezes. Em 1943, passou a contar com uma fita montada em presilha pentagonal; em 1992, a inscrição "URSS" («СССР»; SSSR) foi removida. A última alteração no design ocorreu em 1994, quando seu diâmetro foi reduzido de 37 mm para 34 mm. Além disso, entre 1994 e 1995, a medalha foi produzida em liga de cobre-níquel.
| 1938 URSS (37 mm) | 1943 URSS (37 mm) | 1992 Rússia (37 mm) | 1994 Rússia (34 mm) |
| безрамки          | безрамки          | безрамки            | безрамки            |
| ----------------- | ----------------- | ------------------- | ------------------- |

## Estatuto

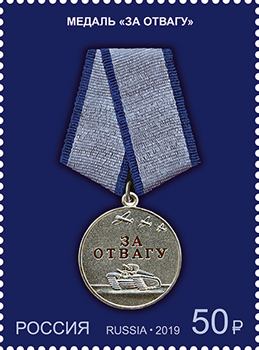
Medalha em selo postal da Rússia de 2019

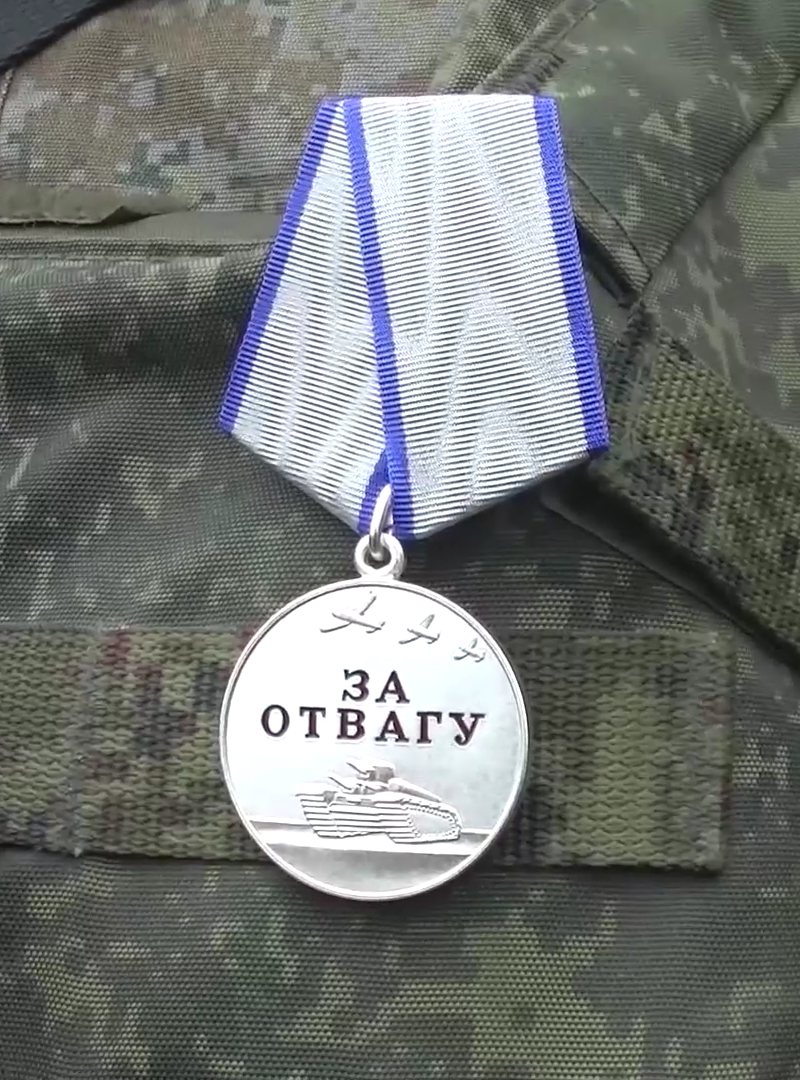
Uma Medalha "Pela Coragem" de um militar das Forças Aerotransportadas após ser condecorado em campo, 2022

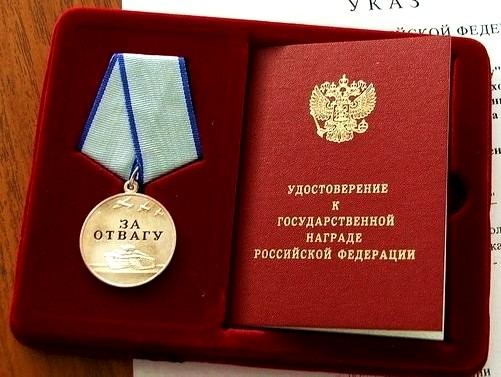
Medalha "Pela Coragem" com certificado

A Medalha "Pela Coragem" é concedida a militares, bem como a membros dos órgãos de assuntos internos da Federação Russa, pessoas em serviço nas tropas da Guarda Nacional da Rússia, funcionários de outros órgãos executivos federais que desempenham tarefas voltadas à segurança do Estado e à proteção da vida e da saúde das pessoas, além de outros cidadãos da Federação Russa, por coragem pessoal e bravura demonstradas:
- em combates na defesa da Pátria e dos interesses estatais da Federação Russa;
- no cumprimento de missões especiais voltadas à segurança do Estado da Federação Russa;
- na proteção da fronteira estatal da Federação Russa;
- no desempenho do dever militar, funcional ou civil, na defesa dos direitos constitucionais dos cidadãos e em outras circunstâncias que envolvam risco à vida.

A concessão da Medalha "Pela Coragem" pode ocorrer postumamente.
A medalha é usada no lado esquerdo do peito e, quando em conjunto com outras medalhas da Federação Russa, é posicionada após a medalha da Ordem "Por Mérito à Pátria".
Para ocasiões especiais e possível uso cotidiano, é prevista a utilização de uma cópia miniatura da Medalha "Pela Coragem", posicionada após a miniatura da medalha da Ordem "Por Mérito à Pátria".
Quando usada no uniforme sob forma de barreta, a barreta da Medalha "Pela Coragem" é colocada após a barreta da medalha da Ordem "Pelo Mérito à Pátria".
A Medalha "Pela Coragem" é confeccionada em prata. Ela possui formato circular com 34 mm de diâmetro e borda em relevo em ambos os lados.
No anverso da medalha, na parte superior, estão representados três aviões em voo. Abaixo deles, há a inscrição em duas linhas: "PELA CORAGEM" (em russo: «ЗА ОТВАГУ»; ZA OTVAGU), e sob a inscrição, a imagem de um tanque. Todos os elementos são em relevo, enquanto a inscrição é em baixo-relevo e preenchida com esmalte vermelho.
No reverso, consta o número da medalha.
A medalha é presa, por meio de uma argola e elo, a uma presilha pentagonal revestida com fita de moiré de seda na cor cinza, com duas faixas azuis ao longo das bordas. A largura da fita é de 24 mm, e a largura de cada faixa azul é de 2 mm.
Quando usada no uniforme sob a forma de fita em barreta, utiliza-se uma peça com 8 mm de altura e 24 mm de largura, correspondente à medalha "Pela Coragem".
A cópia miniatura da medalha "Pela Coragem" é usada em presilha. O diâmetro da versão miniatura é de 17 mm.